# Liste der Burgen, Schlösser, Ansitze und wehrhaften Stätten in Krems an der Donau
Diese Liste nennt die Burgen, Schlösser, Ansitze und wehrhaften Stätten in Krems an der Donau in Niederösterreich.
Sie enthält nur solche Anlagen, von denen bauliche Reste oder erkennbare Spuren im Gelände erkennbar sind. Abgekommene Anlagen wurden daher ebenso wenig in diese Liste aufgenommen wie lediglich archäologisch nachgewiesene und aktuell oberflächlich nicht erkennbare Anlagen.

## Erklärung zur Liste
- Name: Name der Anlage.
- Katastralgemeinde, Adresse, Lage: Zeigt an, in welcher Katastralgemeinde das Gebäude steht; gegebenenfalls auch die Adresse. Geokoordinaten.
- Typ: Es wird der Gebäudetyp angegeben, wie Burg, Festung, Schloss, Gutshof, Wehrkirche, Wallanlage.
- Geschichte: geschichtlicher Abriss
- Zustand: Beschreibung des heutigen Zustands bzw. der Verwendung.
- Bild: Zeigt wenn möglich ein Bild des Gebäudes an.
- Denkmalschutz: Falls unter Denkmalschutz, führt ein Link zum Eintrag in der Denkmalliste.

## Liste
| Name                        | Katastralgemeinde, Adresse, Lage                                      | Typ         | Geschichte | Zustand                                  | Bild | Denkmalschutz                                       |
| --------------------------- | --------------------------------------------------------------------- | ----------- | --- | ---------------------------------------- | ---- | --------------------------------------------------- |
| Ruine Bertholdstein         | Hollenburg Obere Hollenburger Hauptstraße 44, nordwestlich davon Lage | Burgruine   | 1248 errichtet, ab dem 15. Jahrhundert zur Ruine geworden | Ruine, turmartiges Hauptgebäude erhalten |      | Denkmalliste                                        |
| Ansitz Förthof              | Stein Förthofstraße 15 Lage                                           | Ansitz      | Seit dem 13. Jahrhundert erwähnt und mit einem Überfuhrrecht verbunden, wurde das Gebäude um 1530 erneuert, aus dieser Zeit stammt auch das heutige Aussehen. | erhalten                                 |      | Denkmalliste                                        |
| Gozzoburg                   | Krems Hoher Markt 11 Lage                                             | Burg        | Eine ältere, vielleicht auf das 11. Jahrhundert zurückgehende, Burg wurde nach 1250 von Gozzo von Krems zu einer Palastanlage ausgebaut. Sie besteht nunmehr aus zwei Trakten, die durch Mauern verbunden sind.                                                                 | erhalten                                 |      | Denkmalliste                                        |
| Herzoghof, Schlüsselhof     | Krems Gewerbehausgasse 4, Hafnerplatz 3, 5 Lage                       | Burg        | Drei Gebäude der landesfürstlichen Burg, die in der zweiten Hälfte des 13. Jahrhunderts entstand, sind erhalten, einschließlich der ehemaligen Kapelle. Am Hafnerplatz befindet sich der ehemalige Palas, der Teil in der Gewerbehausgasse ist umgebaut und stark barockisiert. | teilweise erhalten                       |      | Gewerbehausgasse 4, Hafnerplatz 3                   |
| Marktbefestigung Hollenburg | Hollenburg Untere Hollenburger Hauptstraße 15 Lage                    | Befestigung | im 15. Jahrhundert errichtet, in Form einer spätgotischen Toröffnung noch sichtbar | teilweise erhalten                       |      | Denkmalliste                                        |
| Schloss Hollenburg          | Hollenburg Obere Hollenburger Hauptstraße 14 Lage                     | Schloss     | 1812–1814 errichtet | erhalten                                 |      | Denkmalliste                                        |
| Stadtbefestigung Krems      | Krems Wallgasse 6 u. a. Lage                                          | Befestigung | Mittelalterliche Stadtmauer. Erhalten sind einige Mauerzüge, der Pulverturm und das später barockisierte Steiner Tor. | teilweise erhalten                       |      | separater Schutz für die einzelnen erhaltenen Teile |
| Ansitz Rehberg, Fütterhof   | Rehberg Alt Rehberg 4 Lage                                            | Ansitz      | Der (vermutlich) Mitte des 14. Jahrhunderts genannte Meierhof steht mit der mittelalterlichen Marktmauer in Verbindung. Im Hof gibt es eine freistehende Rauchküche mit Pyramidenschlot.                                                                                        | erhalten                                 |      | Denkmalliste                                        |
| Marktbefestigung Rehberg    | Rehberg Josefigasse 21 Lage                                           | Befestigung | Von der mittelalterlichen Marktbefestigung ist ein Tor mit drei Zinnen erhalten. | teilweise erhalten                       |      | Denkmalliste                                        |
| Burgruine Rehberg           | Rehberg Alt Rehberg 26, in der Nähe Lage                              | Burgruine   | Ein Burgbesitzer wird 1141 erstmals erwähnt, nach 1650 wurde sie umgebaut, allerdings im späten 18. Jahrhundert als Opfer der Dachsteuer abgedeckt und nach 1822 zu einem großen Teil abgerissen.                                                                               | Mauerreste erhalten                      |      | Denkmalliste                                        |
| Ruine Stein                 | Stein Am Schlossberg 20, 22 Lage                                      | Burgruine   | Eine landesfürstliche Burg wird 1336 erstmals erwähnt, sie war in die Stadtbefestigung integriert. Ab dem 17. Jahrhundert im Verfall begriffen, wurde das Areal ab 1799 parzelliert und in Wohngebäude umgewandelt.                                                             | Mauerreste erhalten                      |      | nein                                                |
| Stadtbefestigung Stein      | Stein Lage                                                            | Befestigung | Mittelalterliche Stadtmauer. Erhalten sind einige Mauerzüge, und einige isoliert stehende, später teilweise barockisierte Türme: der sog. Fischerturm und zwei Tortürme (Kremser und Linzer Tor).                                                                               | teilweise erhalten                       |      | separater Schutz für die einzelnen erhaltenen Teile |
| Schloss Wasserhof           | Gneixendorf Wasserhofstraße 5 Lage                                    | Schloss     | 1170 wurde in Gneixendorf ein Gutshof erwähnt, das heutige Schloss stammt im Kern aus der ersten Hälfte des 17. Jahrhunderts und sein Aussehen geht auf die 1720er zurück. Nach 1820 stand es gemeinsam mit dem benachbarten Trautingerhof im Besitz von Beethovens Bruder.     | erhalten                                 |      | Denkmalliste                                        |
| Schloss Wolfsberg           | Angern Barbaraweg 1 Lage                                              | Schloss     | um 1530 im Renaissance-Stil errichtet, im 17. und 19. Jahrhundert verändert | erhalten                                 |      | Denkmalliste                                        |